# دونالد سانفورد (رياضي)
دونالد سانفورد (بالعبرية: דונלד סנפורד‏) (بالإنجليزية: Donald Sanford)‏ مواليد 5 فبراير 1987 في كاليفورنيا، لوس أنجلوس، هو عداء إسرائيلي متخصص في 400 متر. مثل بلاده في الأولمبياد.

## الميداليات
| الميدالية | المسابقة                       |
| --------- | ------------------------------ |
| برونزية   | بطولة أوروبا لألعاب القوى 2014 |

## روابط خارجية
- دونالد سانفورد على موقع الاتحاد الدولي لألعاب القوى (الإنجليزية)
- دونالد سانفورد على موقع الدوري الماسي (الإنجليزية)
- دونالد سانفورد على موقع TFRRS.org (الإنجليزية)
- دونالد سانفورد على موقع اللجنة الأولمبية الدولية (الإنجليزية)
- دونالد سانفورد على موقع أوليمبيديا (الإنجليزية)